# Соломатин, Фёдор Филиппович
Фёдор Филиппович Соломатин (28.02.1910, Рязанская область — 1993) — советский военнослужащий, участник Великой Отечественной войны, полный кавалер ордена Славы, командир отделения 44-го отдельного саперного батальона, младший сержант.

## Биография
Родился 28 февраля 1910 года в селе Катино Скопинского района Рязанской области. Работал в колхозе.
В Красной Армии с октября 1941 года. На фронте в Великую Отечественную войну с июля 1942 года. К весне 1944 года младший сержант Соломатин — командир отделения 44-го отдельного саперного батальона 51-й стрелковой дивизии.
В ночь на 28 марта 1944 года в районе населенного пункта Городешное-Мазуры Витебской области младший сержант Соломатин со своим отделением под огнём противника установил в короткое время до 200 противотанковых мин, прикрыв стык между 2 батальонами 348-го стрелкового полка. Когда же противники предприняли контратаку, на минах Соломатина подорвалось три танка.
Приказом командира 51-й стрелковой дивизии от 9 апреля 1944 года младший сержант Соломатин Фёдор Филиппович награждён орденом Славы 3-й степени.
В апреле 1944 года в боях в районе населенного пункта Городешное-Мазуры младший сержант Соломатин, находившийся в группе разминирования, под сильным огнём врага проделал в его обороне несколько проходов. Снял 26 мин перед передним краем обороны противника, затем подорвал спираль «Бруно» и за проволокой обезвредил ещё несколько мин. По сигналу атаки первым бросился вперед, указывая путь стрелкам. В ходе боя младший сержант со своим отделением проделал ещё один проход — перед противотанковым рвом, и снял тридцать мин. Соломатин в числе первых преодолел ров, ворвался в штабную землянку и захватил там исправную радиостанцию. Боевая задача по разведке обороны противника была успешно выполнена.
Приказом от 4 мая 1944 года младший сержант Соломатин Фёдор Филиппович награждён орденом Славы 2-й степени.
В ночь на 22 июня 1944 года в районе населенного пункта Волотовка Шумилинского района Витебской области младший сержант Соломатин с 2 саперами, невзирая на пулеметный огонь противника, проделал проход в его проволочных и минных заграждениях. После артиллерийской подготовки Соломатин, первым ворвавшись во вражескую траншею, уничтожил 3-х противников.
В январе 1945 года во время боевой работы по подготовке проходов в минных полях и заграждениях перед наступлением отделение младшего сержанта Соломатина попало под пулеметный огонь. Товарищи погибли, а Соломатин бы ранен в обе руки и попал в госпиталь. Здесь узнал о высокой награде.
Указом Президиума Верховного Совета СССР 24 марта 1945 года за исключительное мужество, отвагу и бесстрашие, проявленные в боях с вражескими захватчиками, младший сержант Соломатин Фёдор Филиппович награждён орденом Славы 1-й степени. Стал полным кавалером ордена Славы.
Вернулся на фронт когда советские воины завершали разгром врага в Берлине. Но для сапера война тогда не закончилась. До самой осени 1945 года очищал он родную землю от смертельной опасности — на просторах Смоленщины обезвредил тысячи мин, оставленных врагом. В 1945 году был демобилизован.
Вернулся в родное село. С 1968 года жил в городе Павловский Посад. Работал стрелком военизированной охраны в войсковой части. Умер в 1993 году.
Награждён орденом Отечественной войны 1-й степени, Славы 3-х степеней, медалями.